# 빌 브루퍼드
빌 브루퍼드(영어: Bill Bruford, 1949년 5월 17일 ~ )는 잉글랜드의 드러머이다.